# Cmentarz żydowski w Żywcu
Cmentarz żydowski w Żywcu – znajduje się przy ul. Stolarskiej w dzielnicy Zabłocie, sąsiaduje z cmentarzem rzymskokatolickim. 

## Historia
Nekropolia powstała w XIX wieku. Ma powierzchnię 0,5 ha. Znajduje się tutaj około 500 zachowanych macew, najstarsza należy do Zymela, pochowanego w 1853 roku, a ostatnia – z 1946 roku. Nagrobki wykonane są głównie z piaskowca, granitu i wapienia. 
Na cmentarzu pochowany został Walter Munk, podporucznik artylerii Cesarskiej i Królewskiej Armii i Wojska Polskiego, odznaczony pośmiertnie orderem Virtuti Militari za udział w obronie Zamościa.
W trakcie II wojny światowej cmentarz został zdewastowany, a najcenniejsze ze znajdujących się na nim nagrobków (przede wszystkim wykonane z czarnego marmuru) zostały zrabowane. Część z nich została wykorzystana przy umocnieniu brzegów nieodległego strumienia. Niszczenie i rozkradanie nekropolii kontynuowano również w okresie powojennym.
Wznosił się tu także budynek domu przedpogrzebowego, który w 2005 został zniszczony w wyniku pożaru i uległ zawaleniu, a pozostałe ruiny rozebrano.
Cmentarz został uporządkowany w 2002, odnowiono wówczas niektóre z nagrobków oraz wybudowano nowe ogrodzenie. W latach 2018–2020 został przeprowadzony kolejny remont, sfinansowany ze środków jednego z miejscowych przedsiębiorców.